# Джон Фіске
Джон Фіске (англ. Stanford H. John Fiske; 12 вересня 1939 — 12 липня 2021) — американський культуролог, дослідник медіа.
До сфери його інтересів входять популярна культура, масова культура, телебачення. Він є автором восьми книг, у тому числі англ. Power Plays, Power Works (1993), англ. Understanding Popular Culture (Розуміння популярної культури, 1989), англ. Reading the Popular (1989), і англ. Television Culture (Телевізійна культура, 1987).

## Концепції і публікації
Книги Фіске містять аналіз телевізійних програм, як свого роду «текстів» для дослідження. Фіск не згоден з теорією про те, що масова аудиторія бездумно споживає продукцію, яка її пропонується. Він відкидає поняття «масова аудиторія», яка має на увазі наявність некритичної масової аудиторії. Замість цього, він постулює існування «публіки», яка складається з різних соціальних шарів і різних ідентичностей, і ця обставина показує, що текст може бути прочитаний по-різному.
В книзі Television Culture (Телевізійна культура) розгядає телебачення як предмет дослідження, при цьому вивчаючи економічні та культурні проблеми, теорії і критики, засновані на тексті. Крім того, подано огляд думок вчених з Великої Британії, Америки, Австралії та Франції. 